# Temporada 1989 del fútbol colombiano
La Temporada 1989 del fútbol colombiano abarcó todas las actividades relativas a campeonatos de fútbol profesional, nacionales e internacionales, disputados por clubes colombianos, y por las selecciones nacionales de este país, en sus diversas categorías.

## Torneos locales

### Categoría Primera A
El campeonato fue cancelado por la División Mayor del Fútbol Colombiano (Dimayor) el 16 de noviembre de 1989 debido al asesinato del árbitro Álvaro Ortega, por lo que ningún equipo obtuvo el título de campeón.

### Copa Colombia
Este torneo es considerado oficial por parte de la Dimayor a pesar de que fue una etapa del Campeonato colombiano 1989, lo cual ha generado discrepancias entre la versión oficial y la prensa.

|                              |
| Bandera de Colombia          |
| Campeón Santa Fe 1.er título |

#### Tabla de reclasificación
En la tabla de reclasificación se lleva a cabo la sumatoria de puntos de los clubes en todos los partidos del campeonato de primera división (incluyendo fases finales y de repechaje)—. En la misma se expresan los equipos clasificados de Colombia a los torneos internacionales de Conmebol para el siguiente año. Los cupos a torneos internacionales se distribuyeron de la siguiente manera:
- Copa Libertadores: Debido a la cancelación del Campeonato colombiano 1990 el único representante colombiano fue Atlético Nacional como campeón defensor de la Copa Libertadores 1989.
- Supercopa Sudamericana: Atlético Nacional clasifica automáticamente por haber sido campeón de la Copa Libertadores 1989.

| Pos. | Equipo                 | Pts. | PJ | G  | E  | P  | GF | GC | Dif. |  |
| ---- | ---------------------- | ---- | -- | -- | -- | -- | -- | -- | ---- |  |
| 1    | América de Cali        | 54   | 38 | 20 | 14 | 4  | 61 | 32 | +29  |  |
| 2    | Millonarios            | 45   | 34 | 16 | 13 | 5  | 50 | 34 | +16  |  |
| 3    | Atlético Nacional      | 44   | 38 | 13 | 18 | 7  | 48 | 34 | +14  |  |
| 4    | Unión Magdalena        | 43   | 38 | 16 | 11 | 11 | 46 | 34 | +12  |  |
| 5    | Independiente Medellín | 42   | 38 | 16 | 10 | 12 | 58 | 52 | +6   |  |
| 6    | Junior                 | 40   | 34 | 14 | 12 | 8  | 38 | 30 | +8   |  |
| 7    | Deportes Quindío       | 34   | 34 | 13 | 8  | 13 | 45 | 47 | −2   |  |
| 8    | Santa Fe               | 31   | 34 | 9  | 13 | 12 | 35 | 40 | −5   |  |
| 9    | Deportivo Cali         | 30   | 28 | 10 | 10 | 8  | 29 | 25 | +4   |  |
| 10   | Deportivo Pereira      | 29   | 28 | 9  | 11 | 8  | 29 | 25 | +4   |  |
| 11   | Once Caldas            | 23   | 28 | 6  | 11 | 11 | 22 | 37 | −15  |  |
| 12   | Atlético Bucaramanga   | 22   | 28 | 6  | 10 | 12 | 26 | 31 | −5   |  |
| 13   | Cúcuta Deportivo       | 18   | 28 | 4  | 10 | 14 | 16 | 28 | −12  |  |
| 14   | Deportes Tolima        | 17   | 28 | 6  | 5  | 17 | 16 | 34 | −18  |  |
| 15   | Sporting               | 12   | 28 | 2  | 8  | 18 | 20 | 52 | −32  |  |

 Fuente: Rsssf
|  | Club clasificado a la Copa Libertadores 1990 y clasificado a la Supercopa Sudamericana 1990 |

##### Representantes en competición internacional
| Clasificado como | Copa Libertadores 1990 | Supercopa Sudamericana 1990 |
| ---------------- | ---------------------- | --------------------------- |
| Colombia 1       | Atlético Nacional      | Atlético Nacional           |

## Torneos internacionales

### Copa Libertadores
| Equipo            | Fase final       | Pts. | PJ | PG | PE | PP | GF | GC | Dif. | Rend.   |
| ----------------- | ---------------- | ---- | -- | -- | -- | -- | -- | -- | ---- | ------- |
| Atlético Nacional | Campeón          | 17   | 14 | 6  | 5  | 3  | 21 | 12 | +9   | 60.71 % |
| Millonarios       | Cuartos de final | 13   | 10 | 5  | 3  | 2  | 16 | 8  | +8   | 65 %    |

#### Final
| Fecha                                                                            | Ciudad   | Equipo local      | Resultado | Equipo visitante  |
| -------------------------------------------------------------------------------- | -------- | ----------------- | --------- | ----------------- |
| 24 de mayo                                                                       | Asunción | Olimpia           | 2 : 0     | Atlético Nacional |
| 31 de mayo                                                                       | Bogotá   | Atlético Nacional | 2 : 0     | Olimpia           |
| Atlético Nacional se coronó campeón mediante tiros desde el punto penal por 5:4. |          |                   |           |                   |

|                                       |
| Bandera de Colombia                   |
| Campeón Atlético Nacional 1.er título |

### Supercopa Sudamericana
| Equipo            | Fase final       | Pts. | PJ | PG | PE | PP | GF | GC | Dif. | Rend.  |
| ----------------- | ---------------- | ---- | -- | -- | -- | -- | -- | -- | ---- | ------ |
| Atlético Nacional | Cuartos de final | 3    | 4  | 1  | 1  | 2  | 5  | 6  | −1   | 37.5 % |

### Copa Intercontinental
| 17 de diciembre de 1989 | A. C. Milan | 1:0 (0:0; 0:0) (t. s.) | Atlético Nacional | Estadio Nacional, Yokohama                                   |                                                              |
| 12:00 (UTC+09:00)       | 119' Evani  |                        |                   | Asistencia: 60 228 espectadores Árbitro(s): Erik Fredriksson | Asistencia: 60 228 espectadores Árbitro(s): Erik Fredriksson |